# Copelatus kilimandjarensis
Copelatus kilimandjarensis là một loài bọ cánh cứng trong họ Bọ nước. Loài này được Bilardo & Pederzani miêu tả khoa học năm 1972.